# 白城师范学院
白城师范学院，简称白城师院，是中华人民共和国的一所全日制本科公办省属普通高等学校，位于吉林省白城市洮北区。

## 校史沿革
白城师范学院的历史可以追溯到1958年9月成立的白城师范专科学校，当时，中共中央及国务院发出《关于教育工作的指示》，提出要多快好省地发展教育事业，吉林省也出现大办教育热潮，中共白城地委也决定在白城师范学校的基础上建立专科层次的白城师范专科学校；但进入1960年代后，受到国家教育部《教育部直属高等学校暂行工作条例》的影响，学校也于1962年并入四平师范专科学校，改称为白城地区中级师范学校。
文化大革命结束后的1977年，白城地区中级师范学校决定筹建白城师范学院，同时增设高师班并开始招收大专生。1981年，白城地区师范学校高师班的基础上建立白城师范专科学校。1994年3月，白城师范专科学校更名为白城师范高等专科学校。1999年，白城市教育学院、白城艺术幼儿师范学校、通榆师范学校并入白城师范高等专科学校。2000年8月，建校于1960年的白城林业学校并入白城师范高等专科学校。2002年3月，白城师范高等专科学校升格为本科层次的白城师范学院。

## 學術研究

### 系所设置
在学校建校之初，白城师专共开设中文、政史、数学、物理、化学、外语、体育等7个专业，并主要为吉林省各县市培养合格的中小学、幼儿园教师；升格为本科院校后，白城师范学院也顺应白城等地的地方经济建设发展之需要，适当增设了一批非师范类专业。至2022年，学校共开设了50个本科专业，分布在全校20个系所内；所设专业已经涵盖了法学、教育学、文学、历史学、理学、工学、农学、管理学、艺术学9个学科门类。